# قسطر فولي

رسم تخطيطي يوضح قسطرة فولي

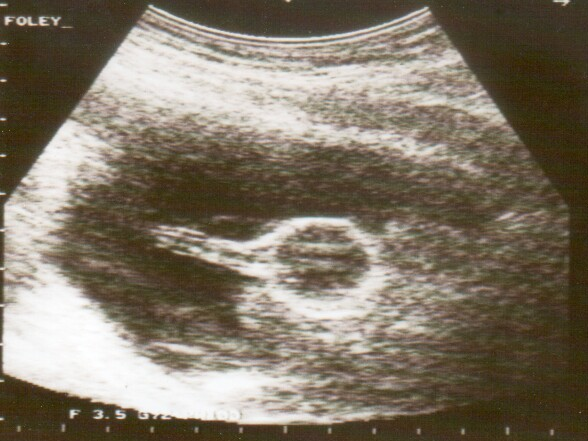
صورة بالموجات فوق الصوتية لقسطرة فولي

قسطرة فولي (تُسمَّى نسبةً لمصممها، فريدريك فولي) هي أنبوب مرن يتم تمريره من خلال الإحليل إلى المثانة لاستخراج البول. وهي النوع الأكثر شيوعًا من القسطرة البولية.
أنبوب قسطرة فولي له اثنين من القنوات المفصولة، أو التجاويف. يكون أحد التجاويف مفتوحًا من كلا الطرفين، ويُصرَف البول في كيس جمع. التجويف الآخر لديه صمام على الطرف الخارجي ومربوط ببالون في نهايته. يتم نفخ البالون بالماء المعقم عندما يكون داخل المثانة لمنعه من الانزلاق. عادةً ما يتم تصنيع قسطرة فولي من مطاط السيليكون أو المطاط الطبيعي.

مقطع من الطرف البعيد لقسطرة فولي.

ينبغي استخدام القسطرة فولي فقط عندما يكون هناك حاجة إليها، إذ يزيد الاستخدام من خطر عدوى المسالك البولية المرتبطة بالقسطرة وغيرها من الآثار الضارة.

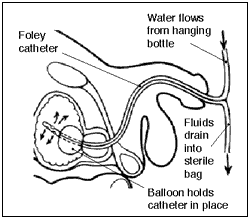
رسم لمنظر جانبي من قسطرة فولي ثلاثية الأنابيب، لصرف البول من المثانة. ويثبتها في مكانها البالون بالقرب من طرفها.

## الاستخدامات الطبية

### في الجهاز البولي
في قسم الطوارئ، القسطرة البولية المستقرة هي الأكثر شيوعًا لمساعدة الأشخاص الذين لا يستطيعون التبول. تشمل دواعي استخدام القسطرة الاحتباس البولي، ولرصد إنتاج البول للأشخاص المصابين بأمراض خطيرة، والتخلص من التبول أثناء الجراحة، وتوفير رعاية نهاية الحياة.
تستخدم قسطرات فولي خلال الحالات التالية:
- المرضى الذين يتم تخديرهم لعملية جراحية أو الرعايات الطبية الأخرى
- الأشخاص في غيبوبة
- بعض مرضى سلس البول
- مرضى تضخم البروستاتا الشديد لدرجة حبس البول.
- مرضى احتباس البول الحاد.
- مرضى الشلل أو الإصابة البدنية
- بعد الجراحات الإحليلية
- بعد استئصال الحالب
- المرضى الذين يعانون من أمراض الكلى التي يجب أن يكون قياس البول فيها بشكل مستمر ودقيق
- قبل وبعد العمليات القيصرية
- قبل وبعد استئصال الرحم
- المرضى الذين لديهم إصابة بالأعضاء التناسلية
- المرضى الذين يعانون من الألم العضلي الليفي ولا يستطيعون التحكم في المثانة
- المرضى الذين يعانون من ضعف الجلد الحاد

### في عنق الرحم
ويمكن أيضا استخدام قسطرة فولي لعلاج ضيق عنق الرحم أثناء تحفيز المخاض. عندما تُستخدم لهذا الغرض، يطلق على هذا الإجراء اسم تسريب المحلول خارج السلوي. في هذا الإجراء، يتم إدخال البالون وراء جدار عنق الرحم ويُنفخ، على سبيل المثال 30 مل في الساعة. يتم سحب الطول المتبقي من القسطرة ليكون مشدود قليلًا. يصنع البالون المنفوخ ضغطًا على عنق الرحم، حيث أن رأس الطفل سوف يسبق الولادة، مما يؤدي إلى تمدده. كما يتمدد عنق الرحم مع مرور الوقت، يتم تعديل القثطار مرة أخرى لتكون مشدودة قليلا، وإعادة ربطها للحفاظ على الضغط على عنق الرحم. عندما يتمدد عنق الرحم بما فيه الكفاية، تسقط القسطرة ببساطة.

### استخدامات أخرى
تستخدم في حالات الرعاف الشديد (نزيف الأنف)، لمنع الدم من التدفق أسفل ممر الأنف إلى الفم.

## موانع الاستعمال
لا ينبغي استخدام القسطرة البولية لمراقبة الأشخاص المستقرين القادرين على التبول أو لراحة المريض أو موظفي المستشفى.
في الولايات المتحدة، عدوى المسالك البولية المرتبطة بالقسطرة هي النوع الأكثر شيوعًا من العدوى المكتسبة من المستشفى. وينبغي تجنب القثاطير عندما تكون هناك بدائل، فعندما يناقش المرضى ومقدمو الرعاية بدائل للقسطرة البولية مع الأطباء والممرضين، يمكن أحيانًا إيجاد بديل. ويمكن لأطباء الطوارئ أن يقللوا من استخدام القسطرة البولية عندما يتبعون مبادئ توجيهية قائمة على الأدلة للاستخدام، مثل تلك التي تنشرها مراكز مكافحة الأمراض والوقاية منها.

## الآثار السلبية
هناك مشكلة كبيرة مع قسطرة فولي هي أنها تسبب التهابات المسالك البولية. يحدث هذا لأن البكتيريا يمكن أن تهاجر من القسطرة إلى المثانة. ولمكافحة هذا، تتجه الصناعات إلى القسطرة المغلفة المعقمة. وقد كان ذلك مفيدًا، ولكنه لم يحل تمامًا هذه المشكلة الرئيسية. فهناك مشكلة إضافية هي أن القسطرة فولي تُغطَّى مع مرور الوقت بغشاء حيوي رقيق مما يعيق الصرف. فتزيد كمية البول الراكدة في المثانة، الأمر الذي يساهم في مشكلة التهابات المسالك البولية. عند انسداد قسطرة فولي، يجب أن يتم تسليكها أو استبدالها.
هناك العديد من المخاطر في استخدام قسطرة فولي (أو القسطرة عمومًا)، بما في ذلك:
- يمكن أن ينفجر البالون أثناء إدراج مقدم الرعاية الصحية للقسطرة. في هذه الحالة، يجب على مقدم الرعاية الصحية إزالة جميع شظايا البالون.
- قد لا ينتفخ البالون بعد أن يكون في مكانه. وأحيانًا، يتحقق مزود الرعاية الصحية من انتفاخ البالون قبل إدراج القسطرة في مجرى البول. إذا كان البالون لا يزال غير منتفخ بعد وضعه في المثانة، يتم استبدال القسطرة.
- يتوقف تدفق البول في كيس الجمع. یقوم مقدم الرعایة الصحیة بفحص الموضع الصحیح للقسطرة وكيس الجمع، أو أي عرقلة لتدفق البول داخل أنبوب القسطرة.
- عند انسداد تدفق البول، يتم التخلص من قسطرة فولي واستبدالها.
- إذا بدأ مجرى البول في النزف. يقوم مقدم الرعاية الصحية بإيقاف النزيف.
- قد تُدخل القسطرة عدوى إلى المثانة. ويزيد خطر الإصابة بعدوى المثانة أو المسالك البولية مع زيادة عدد أيام القسطرة.
- إذا تم فتح البالون قبل إدخال قسطرة فولي تمامًا في المثانة، يمكن أن يحدث النزيف، وحتى انفجار مجرى البول. في بعض الأفراد، يمكن أن يحدث تندب دائم على المدى الطويل وضيق مجرى البول.[5]
- يمكن أن يسحب المرضى القسطرة في حين لا يزال البالون منتفخًا، مما يؤدي إلى مضاعفات كبيرة أو حتى الموت. قد يحدث هذا عندما يعاني المرضى من إعاقة نفسية (على سبيل المثال: مرض الزهايمر) أو في حالة عقلية متغيرة (على سبيل المثال: بعد الجراحة).

## المجتمع

### التاريخ
يأتي الاسم من المصمم، فريدريك فولي، وهو جراح عمل في بوسطن، في ماساتشوستس في ثلاثينيات القرن العشرين. وقد اعتمد تصميمه الأصلي من قِبل شركة موراي هيل، في نيو جيرسي، التي صنعت النماذج الأولى وأسمتهم تكريمًا للجراح.

### الأنواع المُصنَّعة
يتم وصف الحجم النسبي لقسطرة فولي باستخدام الوحدات الفرنسية (F) والأحجام الأكثر شيوعًا هي 10 F إلى 28 F. يعادل F 1 0.33 مم = .013 = 1/77 من القطر.
هناك عدة أنواع لقسطرة فولي:
- قثطار أكوع (بالفرنسية: Codé) لديها انحناء 45 درجة في الطرف الذي يسهل مرورها من خلال بروستاتا متضخمة.
- قسطرة طرف كونسيل:[8] لديها ثقب صغير في نهايتها.
- القسطرة ثلاثية التجويف: لديها قناة ثالثة تُستخدم لبث محلول ملحي معقم أو محلول آخر. وتُستخدم هذه في المقام الأول بعد جراحات المثانة أو البروستاتا، لغسل الدم والجلطات الدموية.